# Sunds gård
Sunds gård är en gård på Värmdö. 

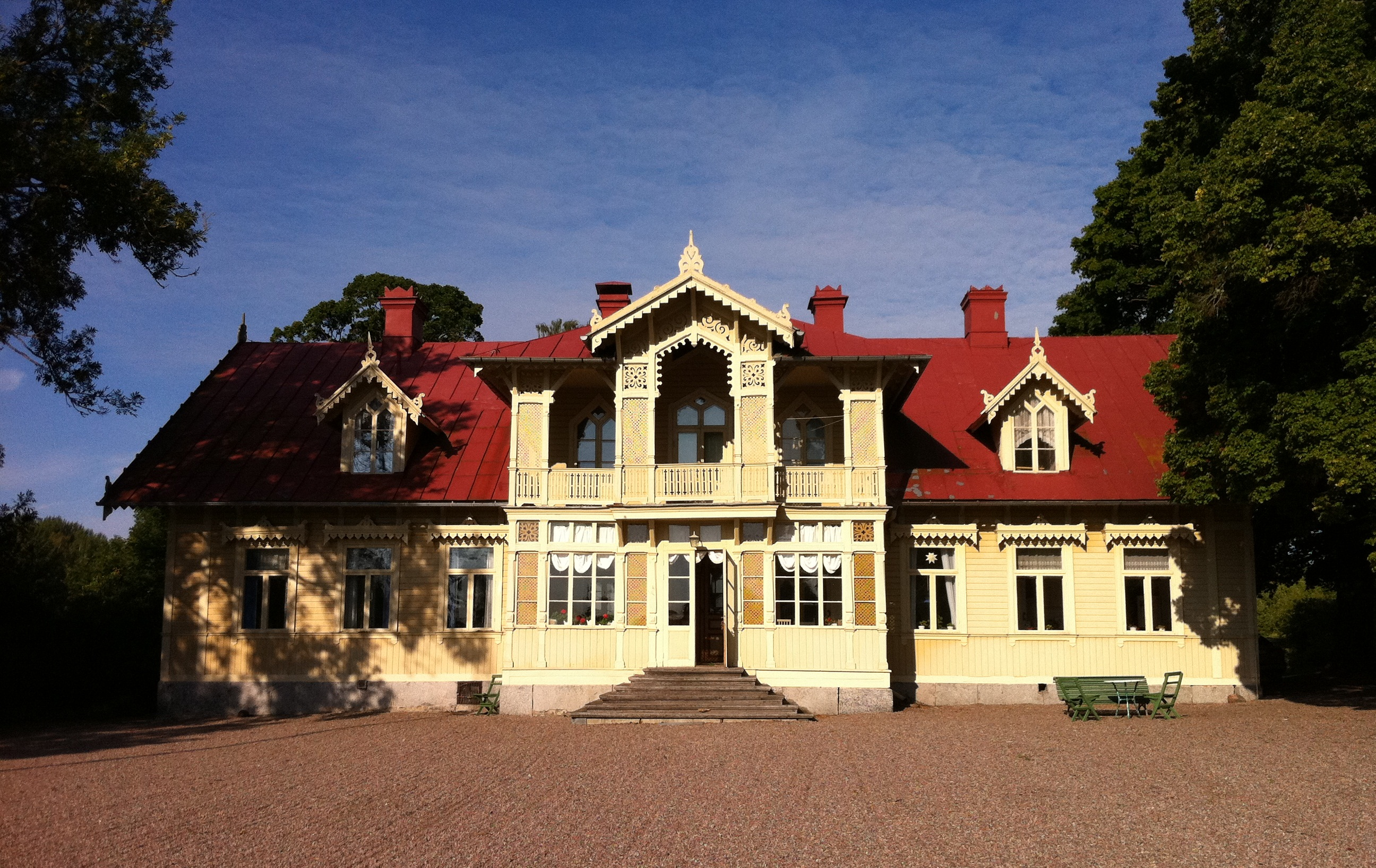
Sunds gård, östra fasaden.

Arvid Ivarsson Natt och Dag gjorde gården till säteri på 1670-talet, men 1719 brändes den och många andra gårdar på Värmdö ned av ryssarna. Dagens mangårdsbyggnad i schweizerstil uppfördes 1877 efter ritningar av Magnus Isæus och den har bevarats så, både exteriört som interiört.
Gården ägs för tillfället av Anette och Christoffer Nathanson, som driver både jordbruk och golfbana på marken.